# Süd-Amanatun
Süd-Amanatun (indonesisch Amanatun Selatan) ist ein indonesischer Distrikt (Kecamatan) im Westen der Insel Timor.

## Geographie
| „Dorf“ (Desa) | Fläche    | Einwohner |
| ------------- | --------- | --------- |
| Oinlasi       | 3,09 km²  | 2.272     |
| Kokoi         | 6,45 km²  | 1.406     |
| Fatulunu      | 4,07 km²  | 1.204     |
| Nunleu        | 9,75 km²  | 2.367     |
| Kualeu        | 9,00 km²  | 1.573     |
| Fenun         | 3,85 km²  | 1.867     |
| Anin          | 6,53 km²  | 1.393     |
| Toi           | 12,73 km² | 1.063     |
| Nifuleo       | 6,02 km²  | 1.120     |
| Sunu          | 8,29 km²  | 1.306     |
| Lanu          | 7,87 km²  | 933       |
| Fae           | 1,99 km²  | 952       |
| Netutnana     | 2,99 km²  | 1.025     |

Der Distrikt befindet sich im Südosten des Regierungsbezirks Südzentraltimor (Timor Tengah Selatan) der Provinz Ost-Nusa-Tenggara (Nusa Tenggara Timur). Im Südwesten liegt der Distrikt Kie, im Nordwesten Fautmolo, im Norden Noebana, im Nordosten Santian, im Osten Boking und im Südosten Nunkolo.
Süd-Amanatun hat eine Fläche von 94,58 km² und teilt sich in die 13 Desa Oinlasi, Kokoi, Fatulunu, Nunleu, Kualeu, Fenun, Anin, Toi, Nifuleo, Sunu, Lanu, Fae und Netutnana. De Desa unterteilen sich wiederum in insgesamt 46 Dusun (Unterdörfer). Der Verwaltungssitz befindet sich in Oinlasi. Während Fenun auf einer Meereshöhe von 500 m liegt, befindet sich Kualeu auf einer Höhe von 1089 m über dem Meer. Das tropische Klima teilt sich, wie sonst auch auf Timor, in eine Regen- und eine Trockenzeit. Im September fällt am wenigsten Regen, während der Mai der regenreichste Monat ist. 2017 wurden insgesamt 100 Regentage gezählt und eine Gesamtniederschlagsmenge über das Jahr von 1.932 Millimetern registriert.

## Flora
Im Distrikt finden sich Vorkommen von Lontarpalmen, Kokospalmen, Teak, Betelpalmen und Pekannussbäume.

## Einwohner
2017 lebten in Süd-Amanatun 18.481 Einwohner. 8.730 waren Männer, 9.751 Frauen. Die Bevölkerungsdichte lag bei 224 Personen pro Quadratkilometer. Im Distrikt gibt es elf katholische und 37 protestantische Kirchen Kapellen und eine Moschee in Oinlasi.

## Wirtschaft, Infrastruktur und Verkehr
Die meisten Einwohner des Distrikts leben von der Landwirtschaft. Als Haustiere werden Rinder (SAPI), Pferde (KUDA), Büffel (KERBAU), Schweine (BABI), Ziegen (KAMBING) und Hühner (AYAM) gehalten. Auf 3.692 Hektar wird Mais angebaut, auf 117 Hektar Maniok, auf 79 Hektar Süßkartoffeln, auf 23 Hektar Erdnüsse, auf fünf Hektar Sojabohnen und auf 54 Hektar Mungbohnen. Reis wird im Distrikt nicht kultiviert. Weitere landwirtschaftliche Produkte sind Zwiebeln, Kartoffeln, indischer Senf, Karotten, Bohnen, Avocados, Mangos, Tangerinen, Orangen, Papayas, Bananen und Brotfrüchte. Von Plantagen kommen Kokosnüsse, Kaffee, Pekannüsse, Kapok, Arecanüsse und Betelnüsse.
In Süd-Amanatun gibt es 22 Grundschulen, acht Mittelschulen und drei weiterführende Schulen. Zur medizinischen Versorgung stehen ein kommunales Gesundheitszentrum (Puskesmas) in Anin und zwei medizinische Versorgungszentren (Puskesmas Pembantu), je eins in Nunleu und in Sunu, zur Verfügung. Ein Arzt, acht Hebammen und vier Krankenschwestern sind im Distrikt tätig.
In Oinlasi gibt es täglich, in Fenun einen wöchentlichen Markt.